# Burgh (Anglia)
Burgh – wieś w Anglii, w hrabstwie Suffolk, w dystrykcie East Suffolk. Leży 10 km na północny wschód od miasta Ipswich i 117 km na północny wschód od Londynu. W 2001 miejscowość liczyła 191 mieszkańców.